# Chiesa di Sant'Agostino (Torino)
La chiesa di Sant'Agostino è una chiesa di Torino, sita nell'omonima via, all'angolo con via Santa Chiara.

## Storia
La chiesa originaria risale al XII secolo ed era dedicata ai Santi apostoli Giacomo e Filippo. Tra i secoli XVI e XVII secolo venne integralmente ricostruita e nel 1643 assegnata all'Ordine di Sant'Agostino. Fu ancora ampiamente ristrutturata tra la fine del XIX secolo e l'inizio del XX ad opera dell'architetto Carlo Ceppi.
Nel 1706, in un pozzo appositamente scavato all'interno della chiesa, vennero inumati i prigionieri francesi morti durante l'assedio della città.

## Descrizione
La chiesa è a tre navate scandite da pilastri su pianta basilicale.
All'interno si trovano due importanti monumenti funebri: quello di Cassiano dal Pozzo senior (1498-1578), opera di artista ignoto, e il mausoleo del cardinale Carlo Tommaso Maillard de Tournon, opera di Carlo Antonio Tantardini.
La pala di san Nicola è attribuita da alcuni a Defendente Ferrari e da altri allo Spanzotti.
La statua dell'Immacolata, collocata sul primo altare, è dello scultore svizzero Giovanni Battista Casella "de Monora".
Vi è inoltre, su un frammento di muro, un pregevole affresco quattrocentesco raffigurante la Vergine.